# Ocotea sandwithii
Ocotea sandwithii är en lagerväxtart som beskrevs av André Joseph Guillaume Henri Kostermans. Ocotea sandwithii ingår i släktet Ocotea och familjen lagerväxter. Inga underarter finns listade i Catalogue of Life.